# CARBS
CARBS è un acronimo utilizzato in economia internazionale e geopolitica per riferirsi congiuntamente a :
- Canada
- Australia
- Russia
- Brasile
- Sudafrica

Questi paesi rappresentano economie emergenti e sono tra i maggiori produttori mondiali di materie prime . I paesi CARBS, oltre a controllare gran parte della produzione, godono di alti livelli di liquidità.

## Storia
CARBS è un acronimo utilizzato da giornalisti e addetti ai lavori del settore degli investimenti. Non indica l'esistenza di istituzioni comuni né sono previste riunioni o conferenze tra i paesi indicati. Il termine è apparso per la prima volta verso la fine del 2011 in una relazione di Citigroup  che, utilizzando l'acronimo, ha cercato catturare l'attenzione di possibili investitori sulle potenzialità dei mercati delle commodities di questo gruppo di paesi, descritti come vincenti nel boom delle risorse naturali .

## Dati
I CARBS controllano dal 25% al 50% circa della produzione delle più importanti commodities, per un valore stimato di US 60000 $ miliardi, distribuite su un territorio equivalente al 29% della superficie terrestre abitato dal 6% della popolazione mondiale totale. Questi paesi prevedono che entro il 2022 aumenteranno del 44% le esportazioni delle principali materie estratte: platino, palladio, nichel, bauxite, uranio, potassio, ferro, oro, gas, petrolio, rame e carbone .